# الکساندرا موئن
الکساندرا موئن (انگلیسی: Alexandra Moen؛ زادهٔ ۱۹۷۸ (۴۶–۴۷ سال)) بازیگر اهل بریتانیا است.
از فیلم‌ها یا برنامه‌های تلویزیونی که وی در آن نقش داشته‌است می‌توان به شاهدخت اسپانیایی اشاره کرد.